# 1978 en els vols espacials
Aquest article és una llista d'esdeveniments de vols espacials relacionats que es van produir el 1978. En aquest any es va veure el llançament de les missions Pioneer Venus llançades pels Estats Units, el 20 de maig i el 8 d'agost. La Pioneer Venus Multiprobe va fer aterrar quatre sondes sobre el planeta, una de les quals va transmetre les dades per 67 minuts abans de ser destruït per la pressió atmosfèrica. El ISEE-C, que va ser llançat el 8 de desembre, va sobrevolar el cometa 1P/Halley el 1985.

## Llançaments
| Data i hora (UTC)    | Coet                                                                | Coet                      | Plataforma de llançament             | Plataforma de llançament             | LSP                  | LSP            |
| -------------------- | ------------------------------------------------------------------- | ------------------------- | ------------------------------------ | ------------------------------------ | -------------------- | -------------- |
| Data i hora (UTC)    | Càrrega útil                                                        | Operador                  | Òrbita                               | Funció                               | Deteriorament (UTC)  | Resultat       |
| Data i hora (UTC)    | Comentaris                                                          |                           |                                      |                                      |                      |                |
| 10 de gener 12:26:00 | Unió Soviètica - Soiuz-U                                            | Unió Soviètica - Soiuz-U  | Unió Soviètica - Baikonur Site 1/5   | Unió Soviètica - Baikonur Site 1/5   | Unió Soviètica       | Unió Soviètica |
| 10 de gener 12:26:00 | Unió Soviètica - Soiuz 27                                           |                           | Terrestre Baixa (Salyut 6)           | Salyut 6 EP-1                        | 16 de març 11:18     | Reeixit        |
| 10 de gener 12:26:00 | Vol tripulat amb dos cosmonautes                                    |                           |                                      |                                      |                      |                |
| 20 de gener 08:25    | Unió Soviètica - Soiuz-U                                            | Unió Soviètica - Soiuz-U  | Unió Soviètica - Baikonur Site 31/6  | Unió Soviètica - Baikonur Site 31/6  | Unió Soviètica       | Unió Soviètica |
| 20 de gener 08:25    | Unió Soviètica - Progress 1                                         |                           | Terrestre Baixa (Salyut 6)           | Salyut 6 logistics                   | 8 de febrer 02:00    | Reeixit        |
| 20 de gener 08:25    | Vol inaugural de la nau espacial Progress                           |                           |                                      |                                      |                      |                |
| 2 de març 15:28:10   | Unió Soviètica - Soiuz-U                                            | Unió Soviètica - Soiuz-U  | Unió Soviètica - Baikonur Site 1/5   | Unió Soviètica - Baikonur Site 1/5   | Unió Soviètica       | Unió Soviètica |
| 2 de març 15:28:10   | Unió Soviètica - Soiuz 28                                           |                           | Terrestre Baixa (Salyut 6)           | Salyut 6 EP-2                        | 10 de març 11:24     | Reeixit        |
| 2 de març 15:28:10   | Vol tripulat amb dos cosmonautes, primer txecoslovàc a l'espai      |                           |                                      |                                      |                      |                |
| 15 de juny 20:16:45  | Unió Soviètica - Soiuz-U                                            | Unió Soviètica - Soiuz-U  | Unió Soviètica - Baikonur Site 1/5   | Unió Soviètica - Baikonur Site 1/5   | Unió Soviètica       | Unió Soviètica |
| 15 de juny 20:16:45  | Unió Soviètica - Soiuz 29                                           |                           | Terrestre Baixa (Salyut 6)           | Salyut 6 EO-2                        | 31 de setembre 11:40 | Reeixit        |
| 15 de juny 20:16:45  | Vol tripulat amb dos cosmonautes                                    |                           |                                      |                                      |                      |                |
| 16 de juny 10:49     | Estats Units - Delta 2914                                           | Estats Units - Delta 2914 | Estats Units - Cape Canaveral LC-17B | Estats Units - Cape Canaveral LC-17B | Estats Units         | Estats Units   |
| 16 de juny 10:49     | Estats Units - GOES 3                                               | NOAA                      | Geoestacionària                      | Meteorològic                         | En òrbita            | Operacional    |
| 27 de juny 15:27:21  | Unió Soviètica - Soiuz-U                                            | Unió Soviètica - Soiuz-U  | Unió Soviètica - Baikonur Site 1/5   | Unió Soviètica - Baikonur Site 1/5   | Unió Soviètica       | Unió Soviètica |
| 27 de juny 15:27:21  | Unió Soviètica - Soiuz 30                                           |                           | Terrestre Baixa (Salyut 6)           | Salyut 6 EP-3                        | 5 de juliol 13:30    | Reeixit        |
| 27 de juny 15:27:21  | Vol tripulat amb dos cosmonautes, primer polonès a l'espai          |                           |                                      |                                      |                      |                |
| 26 d'agost 14:51:30  | Unió Soviètica - Soiuz-U                                            | Unió Soviètica - Soiuz-U  | Unió Soviètica - Baikonur Site 1/5   | Unió Soviètica - Baikonur Site 1/5   | Unió Soviètica       | Unió Soviètica |
| 26 d'agost 14:51:30  | Unió Soviètica - Soiuz 31                                           |                           | Terrestre Baixa (Salyut 6)           | Salyut 6 EP-4                        | 2 de novembre 11:04  | Reeixit        |
| 26 d'agost 14:51:30  | Vol tripulat amb dos cosmonautes, primer alemany oriental a l'espai |                           |                                      |                                      |                      |                |

## Encontres espacials
| Data (GMT)     | Nau espacial             | Esdeveniment                      | Comentaris                                            |
| -------------- | ------------------------ | --------------------------------- | ----------------------------------------------------- |
| 4 de desembre  | Pioneer Venus Orbiter    | Inserció en òrbita citerocèntrica |                                                       |
| 9 de desembre  | Pioneer Venus Multiprobe | Entrada atmosfèrica venusiana     | El transportador, una subsonda gran i tres de petites |
| 21 de desembre | Venera 12                | Aterratge venusià                 |                                                       |
| 25 de desembre | Venera 11                | Aterratge venusià                 |                                                       |

## EVAs
| Inici Data/Hora    | Duració           | Hora Fi | Nau espacial  | Tripulació                                                                    | Comentaris |
| ------------------ | ----------------- | ------- | ------------- | ----------------------------------------------------------------------------- | --- |
| 29 de juliol 04:00 | 2 hores 20 minuts | 06:20   | Salyut 6 PE-2 | Unió Soviètica - Vladímir Kovaliónok · Unió Soviètica - Aleksandr Ivantxénkov | Ivantxénkov va obtindre mostres i experiments col·locats a l'exterior del Salyut. En Kovaliónok el va assistir i va utilitzar una càmera de televisió en color per transmetre imatges de l'EVA als controladors de Terra. |